# مقاطعة أنجيلينا (تكساس)
مقاطعة أنجيلينا (بالإنجليزية: Angelina  County)‏ هي إحدى المقاطعات في ولاية تكساس، الولايات المتحدة الأمريكية، يبلغ عدد سكانها 86,771 نسمة طبقا لإحصاء عام 2010 .

موقع المقاطعة في ولاية تكساس

## معرض صور

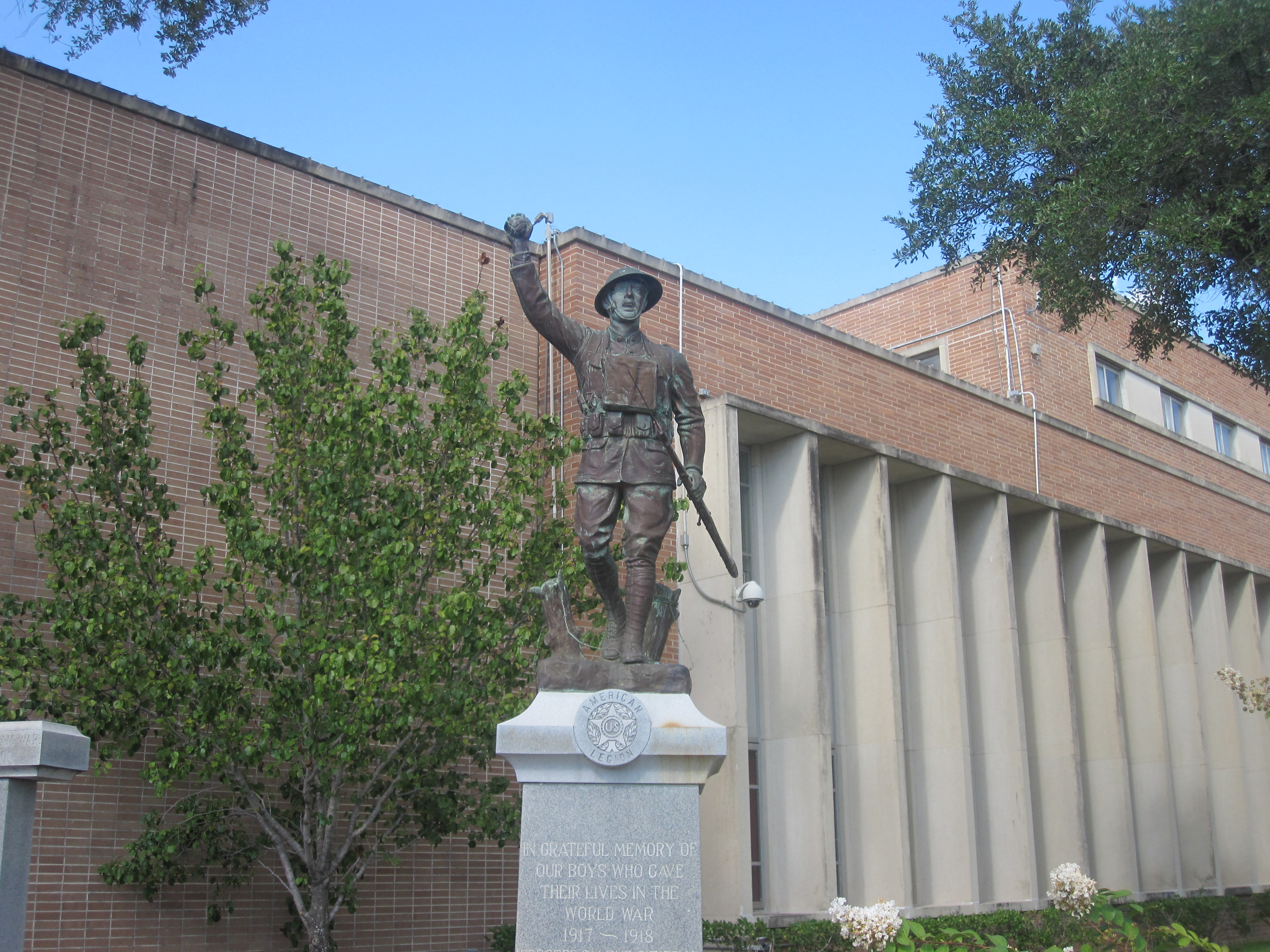
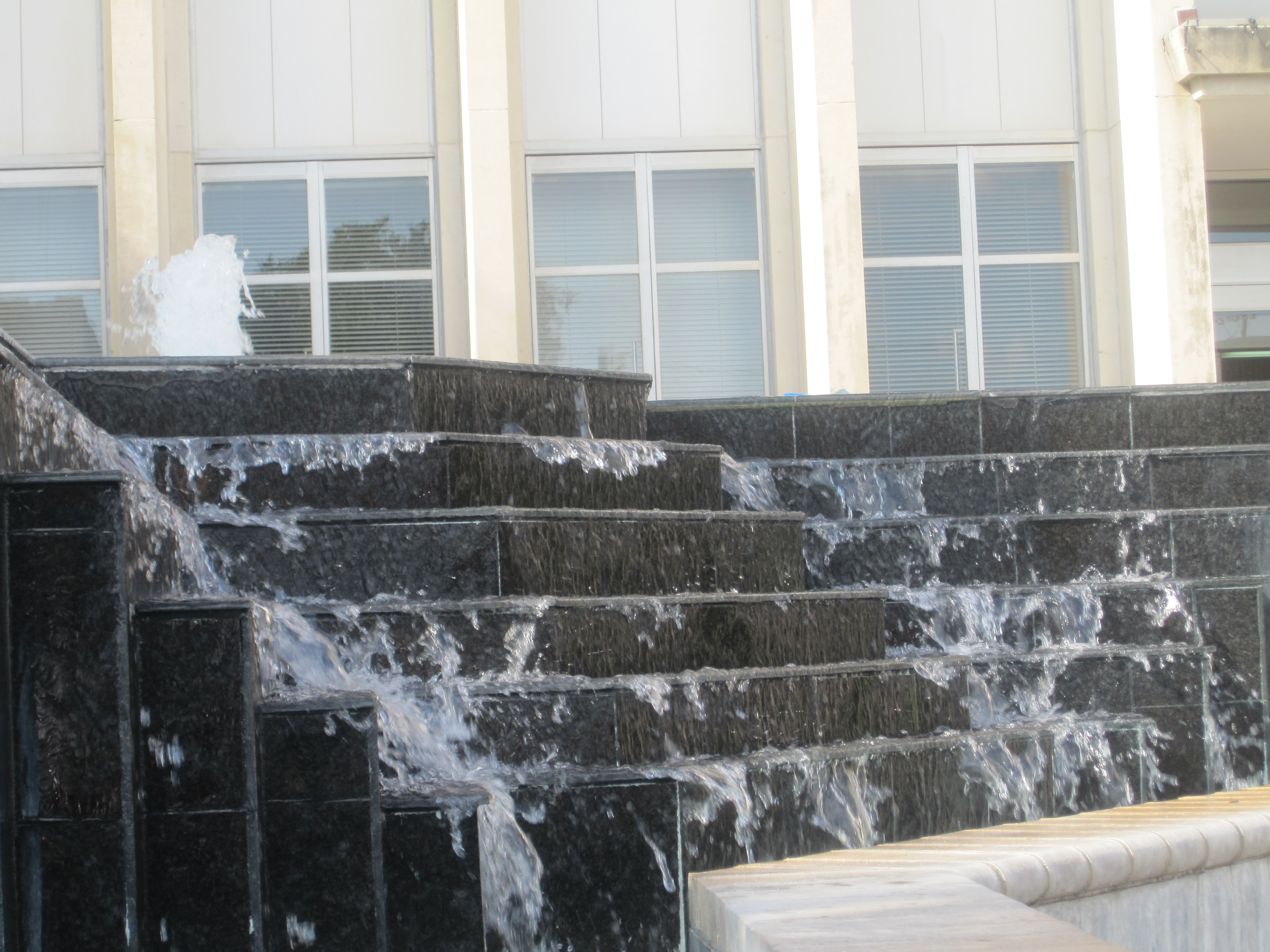
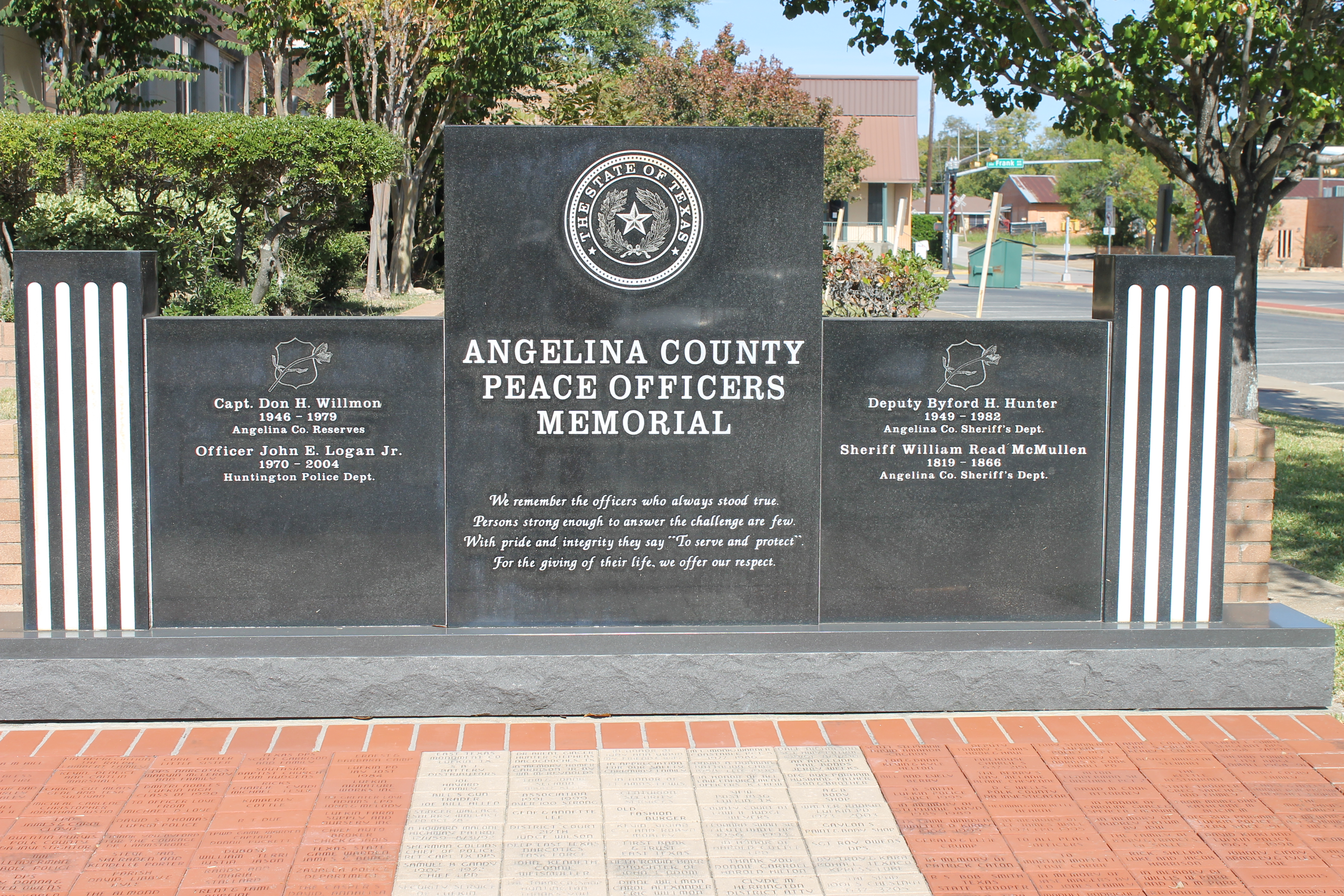

## أعلام
- كارو كروفورد براون